# Daily Mail
«Daily Mail» (с англ. — «Ежедневная почта») —  британская ежедневная развлекательная газета (таблоид).
Газета выходит с 1896 года, с 2020 года является самой высокотиражной печатной газетой в Великобритании.

## История
Daily Mail была основана в 1896 году. Создатели газеты — братья Альфред Хармсворт и Гарольд Хармсворт.
На протяжении истории своего существования редакторская позиция газеты почти всегда была консервативной. Газета традиционно поддерживает правое крыло английских тори.
В 2008 году после событий в Южной Осетии Daily Mail критиковала британское правительство за порчу отношений с Россией и двуличие — признание Косова указанным правительством и критику России за признание Абхазии и Южной Осетии.
В ходе брексита газета публиковала материалы в поддержку выхода Великобритании из ЕС.
В 2010-х годах между Daily Mail и The Mail on Sunday обозначилось противостояние, хотя издания имели общего владельца и существенную часть общей аудитории. Большая часть конфликтных материалов и опровержений историй друг друга не появлялась на газетных полосах и выходила только на общем сайте этих изданий MailOnline. Противостояние окончилось в ноябре 2021 года с уходом с позиции редактора Daily Mail Джорджи Грейга.
В 2020 году стала самой многотиражной печатной газетой Великобритании, опередив The Sun, которая держалась на первом месте с 1978 года.

## Издатель
Газета Daily Mail принадлежит британской многонациональной медиакомпании Daily Mail and General Trust Plc

## Тематика издания
Daily Mail — развлекательное издание. Как и другие таблоиды, его редакция публикует скандальные и провокационные истории из жизни политиков, членов британской королевской семьи, звезд шоу-бизнеса, актеров театра и кино, известных спортсменов.

## Критика
Daily Mail неоднократно раз признавалась ответственной за клевету.
В 1930-х годах Daily Mail опубликовала несколько пронацистских статей лорда Ротермира, так же редакционно симпатизировавшего Освальду Мосли и Британскому союзу фашистов. Ротермир написал статью «Ура чернорубашечникам» в январе 1934 года, прославляя Мосли за его «голос здравого смысла и консервативную доктрину», указав на то, что молодые люди могут присоединиться к Британскому союзу фашистов, и дав список пунктов записи. Публикация была осуждена консервативным журналом «The Spectator», отметившим: «Статьи вроде „Ура Чернорубашечникам“ в „Daily Mail“ обращаются к людям, не привыкшим думать критично. Средний читатель „Daily Mail“ является потенциальным чернорубашечником, и, когда лорд Ротермир скажет своим читателям пойти и присоединиться к фашистам, некоторые из них, безусловно, так и сделают».
Поддержка изданием британских фашистов закончилась после событий в зале «Олимпия» 7 июня того же года — на митинге чернорубашечники избивали всех антифашистов, пытавшихся выступить против них, причём один из пострадавших лишился глаза. Уровень насилия и готовность британских фашистов силой заткнуть рот несогласным шокировали британское общество, настроив антифашистски ранее нейтральных к их движению. Сам Мосли и многие другие профашистски настроенные активисты злословили, что Ротермир поддался давлению еврейских бизнесменов, которые, как они утверждали, угрожали прекратить размещать свою рекламу в газете, если она по-прежнему будет поддерживать антисемитскую партию. Позднее, тем не менее, в газете критичные статьи против приезда еврейских беженцев, спасающихся из Германии, охарактеризовали их прибытие как «проблемы, на которые неоднократно указывала The Daily Mail».
По мнению ряда исследователей, шотландский филиал газеты в большой степени способствовал изначальной популяризации в 1933—1934 годах сообщений о лох-несском чудовище, отправив к озеру охотника Мармадюка Монтегю Уэтрла, который нашел странные следы и сделал с них отпечатки и отправил их в Лондон. Но при ближайшем рассмотрении отпечатки неизвестного зверя оказались следами ног чучела гиппопотама. Однако разоблачение столь топорной подделки не остановило желание «разрабатывать» волнующую тему. 21 апреля 1934 года на первой полосе газеты появилась легендарная фотография, сделанная Робертом Кеннетом Уилсоном и ставшая классическим изображением чудовища («Фото хирурга»). Фотография Уилсона определила в массовом сознании образ Лох-Несского чудовища как существа, похожего на плезиозавра (хотя в сообщениях других свидетелей того времени существо описывалось по-разному). Сам Уилсон говорил, что не верит в чудовище, что вместе с его высоким положением — акушер, бывший военный врач, — поддерживало авторитет фотографии как бесспорного доказательства обитания в озере странного существа. В 1994 году Кристофер Спарлинг, соучастник Уилсона и пасынок Монтегю Уэтрла, признался что фотография является подделкой — они сняли макет из гибкого дерева, приделанный к игрушечной подводной лодке. Новость о разоблачении также была напечатана в Daily Mail, позволив таким образом выиграть дополнительный тираж.
Журналист газеты Артур Уэйгалл помог раскрутке легенды о проклятии фараонов (если не создал её как таковую вообще) отчасти из-за личной обиды на лорда Карнарвона, поскольку тот передал эксклюзивные права на публикацию всех материалов в «Таймс».
В 2011—2013 годах «Daily Mail» была лидером в Великобритании по числу нарушений «кодекса редактора», по данным Press Complaints Commission. «Daily Mail» и особенно её электронная версия MailOnline удовлетворили за 2011—2013 годы рекордное количество жалоб — 339. При этом отмечается, что к жалобам отношение очень серьёзное, ошибки исправляются быстро, опровержения публикуются на видном месте. В результате против Daily Mail и MailOnline в 2013 году не было принято ни одного юридического решения.
В 2014 году газета одной из первых поспешила сообщить о результатах ДНК-исследований материалов, предположительно принадлежащих Джеку-Потрошителю, якобы выявивших их идентичность с генетическим материалом давнего подозреваемого Аарона Косминского.
В ходе Ближневосточного кризиса издание распространяло информацию о зверствах ИГИЛ, причём источники данной информации часто были анонимными.
В феврале 2017 года редакторы английской Википедии признали Daily Mail ненадёжным источником и решили по возможности заменить ссылками на другие издания 12 000 ссылок на Daily Mail, подтверждающих информацию в статьях энциклопедии.